# Lance Gooden
Lance Carter Gooden (Terrell, 1º dicembre 1982) è un politico statunitense, membro della Camera dei Rappresentanti per lo stato del Texas.

## Biografia
Nato e cresciuto nel Texas, Gooden ha studiato all'Università del Texas ad Austin.
Politico del Partito Repubblicano, nel 2010 si è aggiudicato un seggio alla Camera dei rappresentanti del Texas, la Camera bassa della legislatura statale. Nel 2014 si è ripresentato senza essere rieletto; ha riconquistato il seggio due anni più tardi nel 2016.
Nel 2018 Gooden si è candidato alla Camera dei Rappresentanti nazionale per il seggio lasciato libero da Jeb Hensarling ed è stato eletto deputato.